# Phyzelaphryninae
Sous-famille
Les Phyzelaphryninae sont une sous-famille d'amphibiens de la famille des Eleutherodactylidae.

## Répartition
Les espèces des deux genres de cette sous-famille se rencontrent dans le nord de l'Amérique du Sud.

## Liste des genres
Selon Amphibian Species of the World (18 novembre 2014) :
- Adelophryne Hoogmoed & Lescure, 1984
- Phyzelaphryne Heyer, 1977

## Publication originale
- Hedges, Duellman & Heinicke, 2008 : New World direct-developing frogs (Anura: Terrarana): molecular phylogeny, classification, biogeography, and conservation. Zootaxa, no 1737, p. 1-182 (texte intégral).